# Schleichfahrt (Computerspiel)
Schleichfahrt ist eine dreidimensionale Echtzeit-U-Boot-Simulation, die 1996 von Blue Byte als PC-Computerspiel veröffentlicht wurde. In dem Spiel taucht der Spieler in die futuristische Unterwasserwelt des 27. Jahrhunderts ein. Das Spiel wurde von dem in Mannheim ansässigen Entwicklerstudio Massive Development entwickelt. Im englischsprachigen Raum wurde es unter dem Namen „Archimedean Dynasty“ veröffentlicht. Mit Aquanox existiert ein Nachfolger.
Am 29. Juli 2015 wurde Schleichfahrt, nach Jahren der Nicht-Verfügbarkeit, auf GOG.com in der Digitalen Distribution wiederveröffentlicht.

## Hintergrundgeschichte
Schleichfahrt spielt in einer hypothetischen Zukunft, in der knapper werdende Ressourcen, Nuklearkriege und ein zerstörtes Ökosystem die Menschheit zur Flucht in die Ozeane zwingt. Die Ozeane sind von einer 40 Meter dicken Schicht toten organischen Materials bedeckt, jedoch gelingt es den Menschen in der Nähe von geothermalen Quellen in unterseeischen Städten zu überleben. Die Handlung von Schleichfahrt spielt im 27. Jahrhundert, in der die Menschheit in vier politische Machtblöcke aufgeteilt ist, der demokratischen Atlantic Federation, der Oligarchie der Arabischen Clans Union, dem monarchistischen Russisch-Japanischen Shogunat und den Anarchisten der Tornado-Zone. Ein einziges Unternehmen besitzt das Monopol auf die meisten Unterwasser-Schlüsseltechnologien, EnTrOx, was für „Energy-Transportation-Oxygen“ steht.

## Spielmechanik
Der Spieler findet sich in der Rolle des abgebrannten Söldners Emerald „Dead-Eye“ Flint in einer Station auf dem Meeresgrund wieder. Neben Missionen, welche die Geschichte des Spiels weiterbringen, können hier auch Nebenaufträge angenommen werden, um Aqua kennenzulernen und zusätzliche Credits für bessere Ausrüstungsgegenstände zu verdienen.
Per Joystick navigiert der Spieler das U-Boot durch enge Canyons, Strömungen und feindlichen Beschuss. Die Missionen entwickeln ihre Spannung durch Suchaufträge und punktuell auftretende Feindkontakte, die sich teilweise zu massiven Unterwasserschlachten ausweiten. Das Boot des Spielers kann mit zusätzlichen Ausrüstungsgegenständen erweitert werden. Die Handlung erstreckt sich auf mehr als 60 Missionen in der Unterwasserwelt von Aqua.

## Entwicklung
Das Unterwasserszenario wurde gewählt, da ein Großteil der Erde mit Wasser bedeckt ist und ein Leben im Ozean greifbarer, bedrückender und realer als die Raumfahrt schien. Als Inspiration dienten Leviathan, Deep Star Six, Abyss – Abgrund des Todes, Alien – Das unheimliche Wesen aus einer fremden Welt, Bladerunner oder Mad Max. Dabei wurde bewusst auf Algen oder Meerestiere verzichtet und ein Szenario ausgewählt, bei dem diese bis auf Bakterien abgestorben sind, um das Thema Gewalt gegen Meeressäuger zu vermeiden und die Sicht der Spieler nicht zu versperren. Es wurde auf Erfahrung alter U-Boot-Veteranen und Satellitendaten für Unterwasser-Seekarten zurückgegriffen. Das Spiel simuliert ein vereinfachtes hydrodynamischen Modell für das Verhalten der Objekte im Wasser. So driften Schiffe nach Größe und Form unterschiedlich in der Strömung. Die Engine verwendet Vektorgrafiken und gouraudschattierte Polygone mit Texture Mapping mit Sub-Pixel-Korrektur und einer abschaltbaren Perspektivenkorrektur. Die Engine wurde als reine Software Rendering Engine entwickelt und setzt keine 3D-Beschleunigung voraus. Mit der Verfügbarkeit der ersten Voodoo-Karten erschien später ein Patch, der die 3D-Beschleunigungsfunktionen der Karte nutzen konnte und somit transparente Explosionen erlaubte. Im Halbzeilenmodus ist es noch auf einem 486er mit 66 MHz lauffähig.

## Rezeption
Die schnelle 3D-Engine sei konkurrenzfähig mit aktuellen Titeln der Zeit. Es handele sich um eine gelungene Mischung aus den actionlastigen Wing-Commander-Spielen und der komplexen Star Wars: TIE Fighter Weltraumsimulation mit zahlreichen teils riesigen Schiffen. Die dargestellte Meereswelt bliebe hingegen karg. Das Spiel berge unzählige Charaktere und Randgeschichten, die Stoff für eine Romanreihe sein könnte. Nachteilig sei jedoch, dass der Spieler von der Textlastigkeit erschlagen werde, während Konkurrent Privateer 2 leicht verdauliche Action böte und die Hintergrundgeschichte in Videoclips erzähle. Selbst Funksprüche werden lediglich als Text auf dem Bildschirm angezeigt. Schleichfahrt böte sehr viel durchdachte Unterhaltung. Die Engine stelle SVGA-Grafik schöner dar als die Referenz von Wing Commander 4 und bleibe dabei auch auf schwächerer Hardware flüssig spielbar. Die Techno-Musik sei unpassend. Dafür sei der Realitätsgrad und Detailreichtum hoch, die Dokumentation ausführlich und die Steuerung einfach erlernbar. Story, Bedienbarkeit und Präsentation seien vom allerfeinsten. Die Missionen seien abwechslungsreich, wobei die Dialoge manchmal etwas zu locker flapsig seien. Die Schiffe seien sehr fantasievoll designt. Die dynamische Beleuchtung bei Explosionen sei optisch beeindruckend. Die dunkle Atmosphäre erinnere an Blade Runner und die Hintergrundgeschichte sehr dramatisch inszeniert. Zwischensequenzen werden geschickt als Belohnung eingesetzt. Handlung und Spielabläufe seien dem Vorbild Wing Commander deutlich überlegen.